# Radu Ionescu
Radu Ionescu (n. 1 februarie 1930, București -- d. 14 decembrie 2005, București ) a fost un cercetător științific, autor de carte, scenarist, comentator de filme de artă și critic de artă român licențiat în istoria și teoria artelor. A fost cercetător științific al Institutului de Istoria Artei al Academie Române în cadrul secției de artă modernă și contemporană. În perioada anilor 1959 - 1990 a îndeplinit funcția de cercetător principal al Academiei Române.
Radu Ionescu a fost membru al Uniunii Artiștilor Plastici din România și după revoluția din 1989 a fost expertul Casei de Licitații Alis în arta românească și cea străină. A fost membrul fondator al Clubului Rotary și membru Jokey Club, președintele Fundației Rudolf Schweitzer-Cumpăna și consilierul Cenaclului de Arte Plastice al Medicilor Ion Țuculescu. A primit o mulțime de premii importante și a fost autorul unor lucrări dedicate artiștilor plastici. A fost și comentator de filme de artă sau scenarist, discursul său fiind unul academic apropiat de cel al lui George Oprescu. Radu Ionescu a fost un mare iubitor al artelor plastice din România și un mare colecționar.

## Opera
- Opere de Anton Chladek puțin cunoscute, în SCIA, nr. 1-2, 1954[3]
- Nicolae Vermont (cu  Amelia Pavel), Editura Academiei, 1958
- Catalogul desenlor românești din donația George Oprescu, Academia RSR, 1965
- Apcar Baltazar, Convorbiri artistice, prefață și antologie Radu Ionescu, Editura Meridiane, 1974
- Desenul și acuarela engleză, Editura Meridiane, 1975
- Sorin Ionescu, Editura Meridiane, 1980
- Catalog monografic George Oprescu, 1983
- Catalogul edițiilor bibliofile - donația C. Ionescu-Mihăiești, București, 1983
- Nicolae Dărăscu (cu Vasile Florea), Editura Meridiane, București, 1987
- Alexandru Ciucurencu, 1987
- Constantin Bulat (cu Alice Botez, Dan Grigorescu), Editura Muzeul de Artă al RSR, 1988
- Lettres de Henri Focillon a George Oprescu, Editura Radu Ionescu, în Revue roumaine d'histoire de l'art, serie Beaux Arts, XXIX, 1992
- Un gând pentru Sever Frențiu, catalog, 1998
- Viorel Cristea, Din jurnalul unui pictor naiv, Postfață de Radu Ionescu, Editura Marineasa, Timișoara, 1999
- Correspondance Valory Opresco, ed. Radu Ionescu, în Secolul 20, 1995, nr. 7-12
- Sorin Ionescu, București, 2001
- Lucrurile de artă sunt oglinzi, în Recitindu-l pe Brâncuși, Ed. VOG, București, 2001
- Despre pictura și sculptura românească, Editura Maiko, București, 2002
- Printre artiștii plastici contemporani, Editura Maiko, București, 2003
- Uniunea artiștilor plastici din România, Editura UAP, București, 2003
- Rudolf Schweitzer-Cumpăna, Editura Fundația Rudolf Schweitzer-Cumpăna, București, 2003
- Alexandru Ciucurencu, Editura Semne, București, 2004
- Arta românească modernă și Franța, în Umbre și lumini. Patru secole de pictură franceză, Muzeul Național de Artă al României, București, 2005

### Filme de artă
- Când fotografii erau pictori - scenariul și comentariul, regia Francisc Mraz; a luat premiul al II-lea la Festivalul filmului documentar de istorie și artă, Cotroceni
- Salutări din București - scenariul și comentariul Radu Ionescu, regia Doru Segal
- consilier sau co-scenarist la filmele Nicole Grigorescu, Eustațiu Stoenescu, Vasile Grigore, Dan Hatmanu, Sever Frențiu, George Oprescu, Castelul Peleș.

## Premii și distincții
- Laureat ex aequo al Academiei Române cu premiul Bogdan Petriceicu Hașdeu
- ofițer al Ordinului Național de Merit
- Ordinul național „Serviciul Credincios” în grad de Ofițer (1 decembrie 2000) „pentru realizări artistice remarcabile și pentru promovarea culturii, de Ziua Națională a României”[4]